# استان کوپان
استان کوپان Copán Department یکی از استان های هندوراس است که در غرب این کشور قرار دارد. مرکز این استان شهر سانتاروزادوکوپان است.
این ایالت به تنباکوهای مرغوب و سیگارهای درجه یکش شهرت دارد. این استان بر طبق سرشماری سال ۲۰۰۵، ۳۲۰٬۵۶۲ نفر جمعیت دارد.

## شهرستان‌ها
- 1.
- 2.
- 3.
- 4.
- 5.
- 6.
- 7.
- 8.
- 9.
- 10.